# Douglas Cardozo
Douglas Cardozo (8 de septiembre de 1970) es un deportista venezolano que compitió en judo. Ganó una medalla de bronce en los Juegos Panamericanos de 1999, y una medalla de oro en el Campeonato Panamericano de Judo de 1999.

## Palmarés internacional
| Juegos Panamericanos    | Juegos Panamericanos | Juegos Panamericanos | Juegos Panamericanos |
| Año                     | Lugar                | Medalla              | Categoría            |
| ----------------------- | -------------------- | -------------------- | -------------------- |
| 1999                    | Winnipeg (Canadá)    | Medalla de bronce    | +100 kg              |
| Campeonato Panamericano |                      |                      |                      |
| Año                     | Lugar                | Medalla              | Categoría            |
| 1999                    | Montevideo (Uruguay) | Medalla de oro       | +100 kg              |